# Andrzej Żądło
Andrzej Żądło (ur. 25 kwietnia 1953 w Kielcach) – polski duchowny katolicki diecezji kieleckiej, teolog, profesor nauk teologicznych, nauczyciel akademicki Uniwersytetu Śląskiego, w latach 2008–2012 dziekan Wydziału Teologicznego Uniwersytetu Śląskiego.

## Życiorys
Studia teologiczne odbył w Wyższym Seminarium Duchownym w Kielcach. W 1980 roku, po święceniach prezbiteratu, objął posługę wikariusza w Parafii Niepokalanego Serca Najświętszej Maryi Panny w Kielcach. Funkcję tę pełnił do 1983 roku. Po tym czasie podjął specjalistyczne studia w Rzymie (w latach 1983–1986 w Instytucie Liturgicznym św. Anzelma z zakresu liturgiki, po których otrzymał tytuł licencjata, a w latach 1986–1989 w Papieskim Uniwersytecie Laterańskim, zakończone uzyskaniem stopnia doktora nauk teologicznych w zakresie teologii pastoralnej). W latach 1989–1998 wykładał teologię pastoralną w Wyższym Seminarium Duchownym w Kielcach oraz liturgikę i teologię apostolstwa świeckich w Świętokrzyskim Instytucie Teologicznym. W latach 1999–2001 odbył staż naukowy we Włoszech, a w roku 2003 uzyskał stopień doktora habilitowanego Papieskiej Akademii Teologicznej w Krakowie. 29 września 2009 roku na podstawie dorobku naukowego i rozprawy pt. „Eklezjologiczny wymiar kolekt Adwentu w Mszale rzymskim Pawła VI. Studium lingwistyczno-teologiczne” Centralna Komisja ds. Tytułu Naukowego i Stopni Naukowych w Warszawie zatwierdziła nadany mu stopień doktora habilitowanego nauk teologicznych w zakresie liturgiki. W 2015 prezydent RP nadał mu tytuł profesora nauk teologicznych.
1 października 2003 roku został zatrudniony w Wydziale Teologicznym Uniwersytetu Śląskiego jako adiunkt, a rok później został kierownikiem Zakładu Liturgiki i Homiletyki. W latach 2005–2008 pełnił funkcję prodziekana ds. nauki na Wydziale Teologicznym Uniwersytetu Śląskiego, a w latach 2008–2012 był dziekanem tego wydziału. Od 1 stycznia 2009 roku jest zatrudniony w Uniwersytecie Śląskim na stanowisku profesora nadzwyczajnego.
Jest członkiem Polskiego Towarzystwa Teologicznego w Krakowie.

## Publikacje
- Il tema del matririo nei testi eucologici del „Commune Martyrum” del Messale Romano di Paolo VI. Avviamento ad uno studio liturgico-teologico (rozprawa doktorska, Rzym 1989)
- Jaka parafia na nasze czasy (W nurcie zagadnień parafialnych, t. I) (Kielce 1994)
- Rodzinne modlitwy przy stole (Kielce 1999)
- Parafia w trzecim tysiącleciu (W nurcie zagadnień parafialnych, t. IV) (Kielce 1999)
- Liturgia o męczeństwie (Kościół w trzecim tysiącleciu, t. I) (Kielce 2000)
- Kościół lokalny. Teologia i duszpasterstwo (Kościół w trzecim tysiącleciu, t. III) (Kraków 2001)
- Eklezjologiczny wymiar kolekt Adwentu w Mszale rzymskim Pawła VI. Studium lingwistyczno-teologiczne (Kraków 2002)
- Mistagogia a duchowość (red.) (Studia i materiały Wydziału Teologicznego Uniwersytetu Śląskiego w Katowicach, t. XXII) (Katowice 2004)
- Eucharystia w życiu Kościoła (red.) (Kościół w trzecim tysiącleciu, t. IV) (Katowice 2005)
- Słowo Boże w liturgii i życiu Kościoła (red.) (Kościół w trzecim tysiącleciu, t. V) (Katowice 2006)
- Wyobraźnia miłosierdzia (współred.) (Kraków 2007)
- Egzorcyzmy w tradycji i życiu Kościoła (red.) (Kościół w trzecim tysiącleciu, t. VI) (Katowice 2007)
- Omnia tempus habent. Miscellanea theologica Vincentio Myszor quadragesimum annum laboris scientifici celebranti ab amicis, sodalibus discipulisque oblata (współred.) (Katowice 2009)
- Aniołowie w życiu ludzi (red.) (Kościół w trzecim tysiącleciu, t. VII) (Katowice 2009)
- Natura i cechy zgromadzenia liturgicznego (red.) (Kościół w trzecim tysiącleciu, t. VIII) (Katowice 2010)
- Praedicamus Christum crucifixum. Słowo Boże w liturgii Kościoła. Księga Jubileuszowa dedykowana Księdzu Arcybiskupowi Damianowi Zimoniowi Metropolicie Katowickiemu w 25. rocznicę święceń biskupich (red.) (Katowice 2010)
- Kardynał Zenon Grocholewski doctor honoris causa Universitatis Silesiensis (red.) (Katowice 2010)